# Liste der Paralympics-Sieger im Rudern
Die Liste der Paralympics-Sieger im Rudern bietet einen Überblick über sämtliche Medaillengewinner in den Ruderwettbewerben der Paralympischen Spiele. Das Pararudern ist erst seit 2008 Teil der Sommer-Paralympics, es werden dabei vier Wettbewerbsklassen ausgetragen.

## Medaillengewinner

### Frauen-Einer (PR1-W1x)
| Paralympics | Gold             | Silber             | Bronze             |
| ----------- | ---------------- | ------------------ | ------------------ |
| 2008        | Helene Raynsford | Ljudmila Wautschok | Laura Schwanger    |
| 2012        | Alla Lysenko     | Nathalie Benoit    | Ljudmila Wautschok |
| 2016        | Rachel Morris    | Wang Lili          | Moran Samuel       |
| 2020        | Birgit Skarstein | Moran Samuel       | Nathalie Benoit    |

### Männer-Einer (PR1-M1x)
| Paralympics | Gold            | Silber             | Bronze              |
| ----------- | --------------- | ------------------ | ------------------- |
| 2008        | Tom Aggar       | Olexander Petrenko | Eli Nawi            |
| 2012        | Cheng Huang     | Erik Horrie        | Alexei Tschuwaschew |
| 2016        | Roman Polianski | Erik Horrie        | Tom Aggar           |
| 2020        | Roman Polianski | Erik Horrie        | Rene Campos Pereira |

### Mixed-Doppelzweier (PR2-Mix2x)
| Paralympics | Gold                                                   | Silber                                          | Bronze                                      |
| ----------- | ------------------------------------------------------ | ----------------------------------------------- | ------------------------------------------- |
| 2008        | Volksrepublik China Zhou Yangjing Shan Zilong          | Australien John Maclean Kathryn Ross            | Brasilien Elton Santana Josiane Lima        |
| 2012        | Volksrepublik China Lou Xiaoxian Fei Tianming          | Frankreich Perle Bouge Stéphane Tardieu         | Vereinigte Staaten Oksana Masters Rob Jones |
| 2016        | Vereinigtes Königreich Lauren Rowles Laurence Whiteley | Volksrepublik China Liu Shuang Fei Tianming     | Frankreich Perle Bouge Stephane Tardieu     |
| 2020        | Vereinigtes Königreich Lauren Rowles Laurence Whiteley | Niederlande Annika van der Meer Corne de Koning | Volksrepublik China Liu Shuang Jiang Jijian |

### Mixed-Vierer mit Steuermann/-frau (PR3-Mix4+)
| Paralympics | Gold | Silber                                                                                            | Bronze                                                                                              |
| ----------- | --- | ------------------------------------------------------------------------------------------------- | --------------------------------------------------------------------------------------------------- |
| 2008        | Italien Paola Protopapa Luca Agoletto Daniele Signore Graziana Saccocci Alessandro Franzetti (Stm.)       | Vereinigte Staaten Emma Preuschl Tracy Tackett Jesse Karmazin Jamie Dean Simona Chin (Stf.)       | Vereinigtes Königreich Vicki Hansford Naomi Riches Alastair McKean James Morgan Alan Sherman (Stm.) |
| 2012        | Vereinigtes Königreich Pamela Relph Naomi Riches David Smith James Roe Lily van den Broecke (Stf.)        | Deutschland Anke Molkenthin Astrid Hengsbach Tino Kolitscher Kai Kruse Katrin Splitt (Stf.)       | Ukraine Andrij Stelmach Kateryna Morosowa Olena Puchajewa Denys Sobol Wolodymyr Koslow (Stm.)       |
| 2016        | Vereinigtes Königreich Grace Clough Daniel Brown Pamela Relph James C. Fox Oliver James (Stm.)            | Vereinigte Staaten Jaclyn Smith Danielle Hansen Zachary Burns Dorian Weber Jennifer Sichel (Stf.) | Kanada Victoria Nolan Meghan Montgomery Andrew Todd Curtis Halladay Kristen Kit (Stf.)              |
| 2020        | Vereinigtes Königreich Ellen Buttrick Giedre Rakauskaite James C. Fox Oliver Stanhope Erin Kennedy (Stf.) | Vereinigte Staaten Allie Reilly Danielle Hansen Charley Nordin John Tanguay Karen Petrik (Stf.)   | Frankreich Erika Sauzeau Antoine Jesel Rémy Taranto Margot Boulet Robin Le Barreau (Stm.)           |

## Nationenwertung
| Platz | Land                   | Gold | Silber | Bronze | Gesamt |
| ----- | ---------------------- | ---- | ------ | ------ | ------ |
| 01    | Vereinigtes Königreich | 8    |        | 2      | 10     |
| 02    | Volksrepublik China    | 3    | 2      | 1      | 6      |
| 03    | Ukraine                | 3    | 1      | 1      | 5      |
| 04    | Italien                | 1    |        |        | 1      |
| 04    | Norwegen               | 1    |        |        | 1      |
| 06    | Australien             |      | 4      |        | 4      |
| 07    | Vereinigte Staaten     |      | 3      | 2      | 5      |
| 08    | Frankreich             |      | 2      | 3      | 5      |
| 09    | Israel                 |      | 1      | 2      | 3      |
| 10    | Belarus                |      | 1      | 1      | 2      |
| 11    | Deutschland            |      | 1      |        | 1      |
| 11    | Niederlande            |      | 1      |        | 1      |
| 13    | Brasilien              |      |        | 2      | 2      |
| 14    | Kanada                 |      |        | 1      | 1      |
| 14    | Russland               |      |        | 1      | 1      |